# Tostrup (Sydslesvig)
 For alternative betydninger, se Tostrup. (Se også artikler, som begynder med Tostrup)
Tostrup (dansk) eller Tastrup (tysk) er en landsby og var indtil 1. marts 2023 en kommune beliggende sydøst for Flensborg i det nordlige Angel i Sydslesvig. Den er nu en del af kommunen Hyrup (Sydslesvig). Kommunen består af Store og Lille Tostrup (Klein Tastrup) og Tostrupmark (Tastrupfeld) samt arealer Hummelroj og Nybro. Administrativt hører Tostrup Kommune under Slesvig-Flensborg kreds i den nordtyske delstat Slesvig-Holsten. Tostrup er omgivet af Tarup i nord, Hyrup og Veseby i øst, Lille Volstrup i syd og Martinstiftelse i vest. Grænsen til Sønderup markeres gennem Himmelbjerget.
For at undgå indlemmelsen i Flensborg Kommune, havde Tostrup sammen med nabobyer Sønderup (med Adelbylund) og Tarup så sent som i 1966 forenet sig til den nye kommune Adelby. Til trods for dette blev Adelbylund i 1970 indlemmet i Flensborg, Tarup og Sønderup fulgte 1974. Tostrup derimod fortsatte som selvstændig kommune. Kommunen samarbejder på administrativt plan med andre kommuner i Hyrup kommunefælleskab (Amt Hürup). I den danske periode indtil 1864 hørte landsbyen under Adelby Sogn (Husby Herred, Flensborg Amt).
Tostrup er første gang nævnt 1423. Stednavnet er afledt af personnavnet glda. Tosti, en kortform af Torsten, hvilket er en forbindelse af gudsnaven Tor og sten (sml. f.eks. Tostrup/Tosterup i Skåne). På dansk findes også formen Tastrup. Den sønderjyske / angeldanske udtale er Tåstrup. . I byen og omegn fandtes en række fund fra mellemste og yngre jernalder. 
Ved folkeafstemningen om Slesvigs statslige tilhørsforhold i 1920, stemte 158 af Tostrups beboere tysk og kun 11 dansk.